# Мант-ла-Жолі (округ)
Округ Мант-ла-Жолі (фр. Arrondissement de Mantes-la-Jolie) — округ у Франції, в департаменті Івлін. 2023 року округ об'єднував 109 муніципалітетів, населення становило 277 913 особи.
Адміністративний центр (супрефектура) — Мант-ла-Жолі.

## Муніципалітети
Список муніципалітетів округу та їхні коди INSEE:
1. Аденвіль (78006)
2. Ардрикур (78299)
3. Аржевіль (78300)
4. Арнувіль-ле-Мант (78020)
5. Базенвіль (78048)
6. Беннкур (78057)
7. Бларю (78068)
8. Боньєр-сюр-Сен (78089)
9. Бреваль (78107)
10. Брей-Буа-Робер (78104)
11. Брюей-ан-Вексен (78113)
12. Буассе (78076)
13. Буассі-Мовуазен (78082)
14. Буафль (78090)
15. Буенвіль-ан-Мантуа (78070)
16. Буенвільє (78072)
17. Бурдонне (78096)
18. Бюшле (78118)
19. Вер (78647)
20. Віллетт (78677)
21. Во-сюр-Сен (78638)
22. Гайон-сюр-Монсьян (78261)
23. Гаржанвіль (78267)
24. Гервіль (78291)
25. Герн (78290)
26. Гітранкур (78296)
27. Гоммекур (78276)
28. Граншам (78283)
29. Грессе (78285)
30. Гуссонвіль (78281)
31. Даммартен-ан-Серв (78192)
32. Даннмарі (78194)
33. Дрокур (78202)
34. Евекмон (78227)
35. Еквіллі (78206)
36. Епон (78217)
37. Жамвіль (78317)
38. Жузьєр (78327)
39. Жуї-Мовуазен (78324)
40. Жумовіль (78325)
41. Іссу (78314)
42. Конде-сюр-Вегр (78171)
43. Краван (78188)
44. Куржан (78185)
45. Ла-Вільнев-ан-Шеврі (78668)
46. Ла-Отвіль (78302)
47. Ла-Фалез (78230)
48. Ле-Мюро (78440)
49. Ле-Тартр-Годран (78606)
50. Ле-Тертр-Сен-Дені (78608)
51. Ленвіль-ан-Вексен (78329)
52. Ліме (78335)
53. Ліметс-Вілле (78337)
54. Ломмуа (78344)
55. Лонь (78346)
56. Мант-ла-Жолі (78361)
57. Мант-ла-Віль (78362)
58. Маньянвіль (78354)
59. Мезі-сюр-Сен (78403)
60. Мезьєр-сюр-Сен (78402)
61. Мелан-ан-Івлін (78401)
62. Менервіль (78385)
63. Мерикур (78391)
64. Молетт (78381)
65. Мондревіль (78413)
66. Монтале-ле-Буа (78416)
67. Моншове (78417)
68. Муассон (78410)
69. Муссо-сюр-Сен (78437)
70. Мюльсан (78439)
71. Незель (78451)
72. Нотр-Дам-де-ла-Мер (78320)
73. Нофлетт (78444)
74. Обержанвіль (78029)
75. Ольне-сюр-Мольдр (78033)
76. Омуа (78475)
77. Орвільє (78474)
78. Оржерю (78465)
79. Оффревіль-Брассей (78031)
80. Пердровіль (78484)
81. Поршвіль (78501)
82. Прюне-ле-Тампль (78505)
83. Ришбур (78520)
84. Розе (78530)
85. Рольбуаз (78528)
86. Роні-сюр-Сен (78531)
87. Саї (78536)
88. Сен-Мартен-де-Шам (78565)
89. Сен-Мартен-ла-Гаренн (78567)
90. Сент-Ільє-ла-Віль (78558)
91. Сент-Ільє-ле-Буа (78559)
92. Септей (78591)
93. Сіврі-ла-Форе (78163)
94. Суендр (78597)
95. Такуаньєр (78605)
96. Тессанкур-сюр-Обетт (78609)
97. Тії (78618)
98. Удан (78310)
99. Уенвіль-сюр-Монсьян (78460)
100. Фавріє (78231)
101. Флакур (78234)
102. Флен-Нев-Егліз (78237)
103. Флен-сюр-Сен (78238)
104. Фолленвіль-Деннмон (78239)
105. Фонтене-Мовуазен (78245)
106. Фонтене-Сен-Пер (78246)
107. Френез (78255)
108. Шапе (78140)
109. Шофур-ле-Боньєр (78147)